# Goldebek
Goldebek település Németországban, Schleswig-Holstein tartományban. Lakosainak száma 377 fő (2023. december 31.).

## Népesség
A település népességének változása:
| Lakosok száma | 310  | 357  | 357  | 371  | 370  | 377  |
|               | 1975 | 2017 | 2019 | 2021 | 2022 | 2023 |